# Inna de Yard

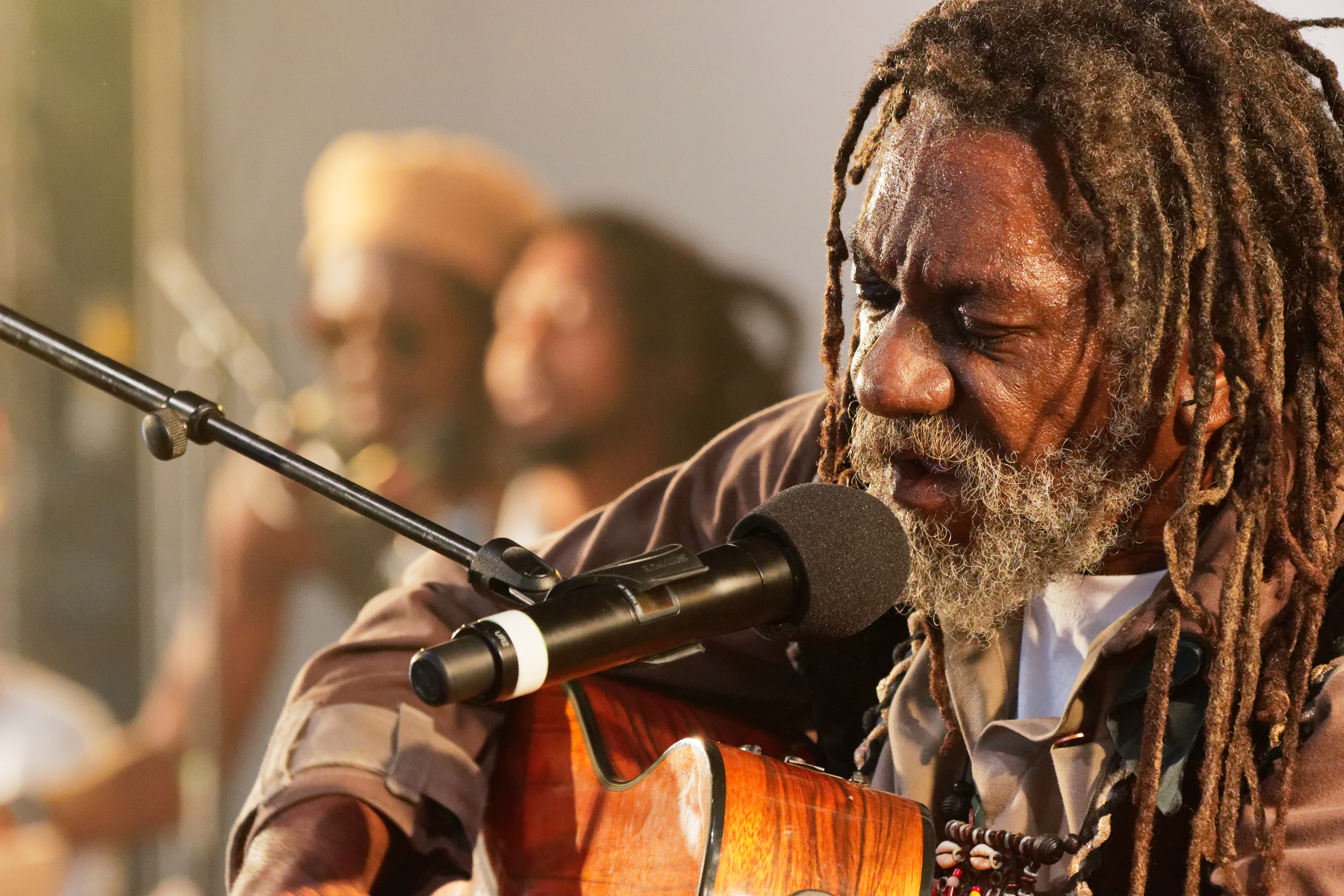
Inna de Yard en concert sous le chapiteau de Seb lors du festival du Bout du Monde 2017 à Crozon dans le Finistère (France).

Inna de Yard est un collectif de chanteurs reggae jamaïcains fondé en 2004 par le label français Makasound, qui deviendra plus tard Chapter Two.
Le collectif Inna de Yard se veut être un retour aux racines du reggae, en enregistrement uniquement acoustique et en extérieur. Le nom Inna de Yard signifie d'ailleurs « Dans la Cour » ou bien « Dans le Jardin » en patois jamaïcain. Ce nom fut choisi car les premières sessions d'enregistrement avaient lieu dans le Yard du musicien Earl Chinna Smith, guitariste émérite qui s'éloignera du label par la suite.
Le collectif est porté par quatre artistes majeurs du reggae roots : Kiddus I, Winston McAnuff, Ken Boothe, Cedric Myton. D'autres artistes de grand talent viendront compléter le tableau, à l'image de Horace Andy, The Viceroys, Judy Mowatt, Jah9, Var, Derajah...
Plusieurs albums verront le jour, The Soul Of Jamaica, paru en 2017 et Inna De Yard paru en 2019,, tous deux enregistrés en extérieur, sur les hauteurs de Kingston. Divers singles et EPs verront également le jour.
Un documentaire, Inna de Yard: The Soul of Jamaica, réalisé par Peter Webber, raconte l'histoire de la création du second album du collectif,. Fort de leur succès, ils effectueront une tournée européenne en 2019.

## Discographie partielle
- 2007 - All Stars Inna De Yard
- 2010 - Masters Of Reggae In Acoustic (Live In France) CD+DVD
- 2017 - The Soul of Jamaica
- 2019 - Inna de Yard
- 2023 - Family Affair